# May December
May December (dt.: „Mai Dezember“) ist ein US-amerikanischer Spielfilm von Todd Haynes aus dem Jahr 2023. Die Hauptrollen in dem Drama übernahmen Natalie Portman, Julianne Moore und Charles Melton. Im Mittelpunkt der Handlung steht eine Hollywood-Schauspielerin, die sich zu Recherchen mit der Frau trifft, die sie in einem Film über deren skandalbehaftete Beziehung 20 Jahre zuvor darstellen soll. Der Titel des Werks leitet sich von der umgangssprachlichen englischen Bezeichnung für Altersunterschiede in Partnerschaften ab. Der Film wurde im Mai 2023 bei den Filmfestspielen in Cannes uraufgeführt. Er wurde am 1. Dezember in den USA und Kanada auf Netflix veröffentlicht.

## Handlung
Die Schauspielerin Elizabeth Berry reist nach Savannah in Georgia. Dort lebt Gracie Atherton-Yoo, die von Elizabeth in einem neuen Independent-Film dargestellt werden soll. Gracie hatte vor 23 Jahren eine Beziehung mit Joe begonnen, der damals erst 13 Jahre alt war, woraufhin sie ins Gefängnis kam und einen Skandal auslöste. Elizabeths Ankunft fällt mit einer Grillparty der Familie zusammen, wo sie auch die Kinder von Gracie kennen lernt: Mary und Charlie stehen kurz vor ihrem High-School-Abschluss und leben noch zu Hause. Zunächst fällt es der Familie schwer, sich mit Elizabeth zu arrangieren, da sie wie ein Fremdkörper wirkt.
In der Folge trifft sich Elizabeth mit mehreren Personen aus Gracies Leben: Zunächst mit ihrem ersten Mann Tom, der von seiner Highschool-Liebe erzählt und insgesamt abgeklärt wirkt. Er erweckt den Eindruck, als hätte er sich mit der Situation abgefunden. Gracie ist von diesem Besuch nicht angetan und hat den Eindruck, ausgeforscht zu werden. Gracies damaliger Anwalt berichtet von Gracies Festnahme und dass sie nach seinen Worten bis heute nicht verstanden hat, dass es sich bei ihrer Tat um ein Verbrechen handelt. Außerdem gibt er durch die Blume zu, dass sich die Stadt bemüht, Gracie beschäftigt zu halten und ihr Aufmerksamkeit zu schenken. In dem Moment gesellt sich Georgie zu ihnen, der im Restaurant mit seiner Band auftritt. Er ist der erste Sohn von Gracie und war in derselben Klasse wie Joe. Er macht einen eingeschüchterten Eindruck, streitet Elizabeth gegenüber aber ab, ein Trauma erlitten zu haben.
Elizabeth sucht bald die Tierhandlung auf, in der sich Gracie und Joe nahe gekommen waren und in der sie verhaftet wurde. Der Besitzer führt Elizabeth herum und lässt sie im Lager alleine, wo sie sich körperlich die Sexszene vorstellt. Zurück im Haus von Gracie backt sie mit ihr zusammen Kuchen und geht mit ihr ins Bad. Dort wird sie von Gracie nach ihrem Vorbild geschminkt und die beiden Frauen schauen nebeneinander in den Spiegel. Am nächsten Tag holt Joe die ältere Schwester Honor vom Flughafen ab, die sich deutlich von Gracie distanziert. Im Laufe des Tages raucht Joe mit seinem Sohn Charlie einen Joint, woraufhin er erst beschwingt und dann weinerlich über sein Leben wird. Gracie unterbricht die Situation, bevor er mehr erzählen kann.
Zur Feier des Schulabschlusses der Zwillinge besucht die Familie mit Elizabeth ein Restaurant, wo sie auch auf die Familie ihres Exmannes und dessen Kindern treffen, die sich kalt begrüßen und eine andere Ecke suchen. Am Abend fährt Joe Elizabeth nach Hause und kommt noch mit auf ihr Zimmer. Zuvor hatte er sich schon Filme von Elizabeth angeschaut und sie sorgfältig gemustert. Nun übergibt er einen Brief, den Gracie ihm am Anfang ihrer „Beziehung“ geschickt hatte. Elizabeth beginnt ihn zu küssen und die beiden haben Sex auf dem Fußboden. Als Elizabeth erwähnt, dass solch ein Verhalten unter Erwachsenen normal ist, verlässt er fluchtartig das Haus. Zurück bei Gracie will er mit ihr reden und beginnt sie stockend zu fragen, ob er als Kind tatsächlich freiwillig mit ihr eine Beziehung eingegangen wäre. Daraufhin gerät Gracie in Rage und wirft ihm vor, dass er sie verführt hätte und dass er schuld an der Beziehung sei.
Am nächsten Tag findet die Abschlussfeier statt, bei der Gracie ihre Kinder bejubelt, während Joe mit Tränen in den Augen am Rand steht und sich ebenfalls freut. Nach der Feier begegnen sich Elizabeth und Gracie in der Mitte des Feldes, wobei beide das gleiche Outfit tragen. Gracie enthüllt, dass sich Georgie immer noch jeden Tag mit ihr treffe und ihr auch über sein Gespräch mit Elizabeth berichtet hat. In der nächsten Einstellung spricht Elizabeth mit Gracies Akzent und Habitus den Inhalt des Briefes in die Kamera, der Gracies tiefe Gefühle enthält und erneut Joe die Schuld gibt. Zuletzt sieht man ein Filmstudio und Elizabeth zusammen mit einem Jungen in einer Kulisse, die dem Lagerraum der Tierhandlung gleicht. Die Szene wird mehrmals wiederholt, bis sie Elizabeth zusagt.

## Entstehungsgeschichte
May December ist der neunte Spielfilm des US-amerikanischen Regisseurs Todd Haynes. Das Psychodrama basiert auf einem Originaldrehbuch von Samy Burch, das aus einer gemeinsamen Geschichte von Alex Mechanik und ihm hervorging. Es war auf der Blacklist der besten unverfilmten Ideen Hollywoods gelistet. Haynes reizte eigenen Angaben zufolge, wie das Skript „potenziell volatile Themen mit einer Art beobachtender Geduld navigierte, die es ermöglichte, die Figuren in der Geschichte mit ungewöhnlicher Subtilität zu erkunden“. Bei dem Film handle es sich um „eine Erforschung der Wahrheit, des Geschichtenerzählens und der Schwierigkeiten (oder Unmöglichkeit), eine andere Person vollständig zu verstehen“. Das Projekt wurde im Juni 2021 der Öffentlichkeit vorgestellt. Für die Hauptrollen wurden Natalie Portman, Julianne Moore und später Charles Melton verpflichtet. Während Melton und Portman das erste Mal mit Haynes zusammenarbeiteten, war es für Moore das sechste gemeinsame Filmprojekt mit dem Regisseur. Als Kinder von Moore und Melton wurden Piper Curda, Elizabeth Yu und Gabriel Chung gecastet. Curda spielt die älteste Tochter Honor, die zum High-School-Abschluss ihrer Geschwister nach Hause zurückkehrt. Yu und Chung sind als Zwillinge Mary und Charlie zu sehen.
Ab Juni 2021 wurden die internationalen Verwertungsrechte für May December vom Unternehmen Rocket Science während des virtuellen Marché du film von Cannes angeboten und sollen stark nachgefragt gewesen sein.
Die Dreharbeiten fanden in der Umgebung von Savannah (Georgia) statt. Entgegen ursprünglichen Erwartungen konnte Haynes nicht seinen vertrauten Kameramann Edward Lachman einsetzen, der sich bei einem vorherigen Filmdreh die Hüfte gebrochen hatte. Stattdessen griff der Regisseur auf Christopher Blauvelt zurück, der ein persönlicher Freund von Haynes ist und den er seit seinen Anfängen im New Queer Cinema der 1990er-Jahre kannte. Blauvelt hatte sich vor allem durch die Zusammenarbeit mit der Filmregisseurin Kelly Reichardt einen Namen gemacht. Die Dreharbeiten endeten im November 2022. Für den Schnitt zeichnete Haynes langjähriger Weggefährte Affonso Gonçalves verantwortlich. Die Filmmusik komponierte Marcelo Zarvos, wobei sich diese mit Melodien abwechselt, die Michel Legrand ursprünglich für Der Mittler (1971) kreiert hatte.
Produziert wurde May December von Jessica Elbaum und Will Ferrell (Gloria Sanchez Productions) sowie von Pamela Koffler und Christine Vachon (Killer Films), die beide an Haynes vorherigen Filmproduktionen mitgearbeitet hatten. Ebenfalls als Produzentin an May December trat Hauptdarstellerin Portman gemeinsam mit Sophie Mas (MountainA) in Erscheinung.

## Veröffentlichung und Rezeption
Die Premiere erfolgte am 20. Mai 2023 bei den Filmfestspielen in Cannes, wo der Film eine Einladung in den Wettbewerb um die Goldene Palme erhalten hatte. Kevin Maher (The Times) zählte May December gemeinsam mit The Old Oak, Killers of the Flower Moon, Indiana Jones und das Rad des Schicksals, How to Have Sex und Jeanne du Barry zu jenen Werken, die beim Festival garantiert für Aufsehen sorgten.
Nach einem Bieterwettstreit sicherte sich der Streamingdienst Netflix die Verwertungsrechte für Nordamerika für elf Millionen US-Dollar; der geforderte Preis hatte zunächst bei sechs Millionen gelegen. Damit handelte es sich um den ersten großen Filmdeal in Cannes im Jahr 2023. Der Film wurde erstmals am 17. November 2023 in ausgewählten Kinos in den USA veröffentlicht, bevor er ab 1. Dezember 2023 in den USA und Kanada bei Netflix zu sehen war.
Von den auf der Website Rotten Tomatoes nach der Premiere aufgeführten über 70 Kritiken sind 91 Prozent positiv („fresh“) und führen zu einer Durchschnittswertung von 7,9 von 10 möglichen Punkten. Das Fazit der Seite lautet, dass May December „ein verführerisch beunruhigender Film“ sei, „der seine schwierige, faktenbasierte Geschichte in eine Decke aus übertriebenem Humor“ hülle. Auf der Website Metacritic erhielt das Werk eine Bewertung von 83 von 100 möglichen Punkten, basierend auf mehr als 20 ausgewerteten englischsprachigen Kritiken. Dies entspricht einhelligem Beifall („universal acclaim“) und für Haynes’ Regiearbeit wurde eine eindeutige Filmempfehlung („must-see“) ausgesprochen. Für Wolfgang M. Schmitt von der „Filmanalyse“ ist May December der beste Film des Jahres 2024.

## Auszeichnungen
Für May December erhielt Haynes seine vierte Einladung in den Wettbewerb um die Goldene Palme, den Hauptpreis des Filmfestivals von Cannes. Das Werk blieb unprämiert. Im Oktober 2023 stellte Todd Haynes sein Werk am 19. Zurich Film Festival vor, wo er den A Tribute to…-Award erhielt, die höchste Auszeichnung des Festivals für einen Regisseur. Weitere Einladungen in die Wettbewerbe internationaler Festivals sowie ein gewonnener Gotham Award und New York Film Critics Circle Award für Nebendarsteller Charles Melton folgten. Das Originaldrehbuch von Samy Burch wurde im Jahr 2024 für den Oscar nominiert.
| Filmfestival / Filmpreis                         | Kategorie                                 | Resultat       | Preisträger/ Nominierte |
| ------------------------------------------------ | ----------------------------------------- | -------------- | --- |
| AACTA International Awards 2024                  | Beste Nebendarstellerin                   | Nominiert      | Julianne Moore |
| AFI Awards 2023                                  | Top Ten Filme                             | Gewonnen       | k. A. |
| Alliance of Women Film Journalists Awards 2024   | Bestes Originaldrehbuch                   | Nominiert      | Samy Burch |
| Alliance of Women Film Journalists Awards 2024   | Beste Drehbuchautorin                     | Nominiert      | Samy Burch |
| Alliance of Women Film Journalists Awards 2024   | Bester Nebendarsteller                    | Nominiert      | Charles Melton |
| Artios Awards 2024                               | Bestes Casting – Independent-Filmdrama    | Nominiert      | Laura Rosenthal, Meagan Lewis, Rebecca Carfagna, Kimberly Ostroy                                                               |
| Boston Society of Film Critics Awards 2023       | Bester Film                               | Runner-up      | k. A. |
| Boston Society of Film Critics Awards 2023       | Beste Regie                               | Runner-up      | Todd Haynes |
| Boston Society of Film Critics Awards 2023       | Bestes Originaldrehbuch                   | Runner-up      | Samy Burch |
| Boston Society of Film Critics Awards 2023       | Beste Hauptdarstellerin                   | Runner-up      | Natalie Portman |
| Boston Society of Film Critics Awards 2023       | Bester Nebendarsteller                    | Runner-up      | Charles Melton |
| Filmfestival von Cannes 2023                     | Goldene Palme – Bester Film               | Nominiert      | Todd Haynes |
| Chicago Film Critics Association Awards 2023     | Bester Film                               | Nominiert      | k. A. |
| Chicago Film Critics Association Awards 2023     | Beste Regie                               | Nominiert      | Todd Haynes |
| Chicago Film Critics Association Awards 2023     | Bestes Originaldrehbuch                   | Gewonnen       | Samy Burch |
| Chicago Film Critics Association Awards 2023     | Beste Hauptdarstellerin                   | Nominiert      | Natalie Portman |
| Chicago Film Critics Association Awards 2023     | Beste Nebendarstellerin                   | Nominiert      | Julianne Moore |
| Chicago Film Critics Association Awards 2023     | Bester Nebendarsteller                    | Gewonnen       | Charles Melton |
| Chicago Film Critics Association Awards 2023     | Vielversprechendster Darsteller           | Gewonnen       | Charles Melton |
| Critics’ Choice Movie Awards 2024                | Bestes Originaldrehbuch                   | Nominiert      | Samy Burch |
| Critics’ Choice Movie Awards 2024                | Bester Nebendarsteller                    | Nominiert      | Charles Melton |
| Critics’ Choice Movie Awards 2024                | Beste Nebendarstellerin                   | Nominiert      | Julianne Moore |
| Golden Globe Awards 2024                         | Bester Film – Komödie/Musical             | Nominiert      | k. A. |
| Golden Globe Awards 2024                         | Beste Hauptdarstellerin – Komödie/Musical | Nominiert      | Natalie Portman |
| Golden Globe Awards 2024                         | Bester Nebendarsteller                    | Nominiert      | Charles Melton |
| Golden Globe Awards 2024                         | Beste Nebendarstellerin                   | Nominiert      | Julianne Moore |
| Gotham Awards 2023                               | Beste Nebenrolle                          | Gewonnen       | Charles Melton |
| Gotham Awards 2023                               | Bestes Drehbuch                           | Nominiert      | Samy Burch |
| Independent Spirit Awards 2024                   | Bester Film                               | Nominiert      | Jessica Elbaum, Will Ferrell, Grant S. Johnson, Pamela Koffler, Tyler W. Konney, Sophie Mas, Natalie Portman, Christine Vachon |
| Independent Spirit Awards 2024                   | Beste Regie                               | Nominiert      | Todd Haynes |
| Independent Spirit Awards 2024                   | Bestes Drehbuchdebüt                      | Gewonnen       | Samy Burch, Alex Mechanik |
| Independent Spirit Awards 2024                   | Beste Hauptrolle                          | Nominiert      | Natalie Portman |
| Independent Spirit Awards 2024                   | Beste Nebenrolle                          | Nominiert      | Charles Melton |
| London Critics’ Circle Film Awards 2024          | Bester Film                               | Nominiert      | k. A. |
| London Critics’ Circle Film Awards 2024          | Beste Nebendarstellerin                   | Nominiert      | Julianne Moore |
| London Critics’ Circle Film Awards 2024          | Bester Nebendarsteller                    | Gewonnen       | Charles Melton |
| Los Angeles Film Critics Association Awards 2023 | Bestes Drehbuch                           | Runner-up      | Samy Burch |
| Filmfestival von Mill Valley                     | Lifetime Achievement: Collaboration       | Gewonnen       | Todd Haynes, Christine Vachon                                                                                                  |
| Filmfestival von Montclair                       | Beste Regie                               | Gewonnen       | Todd Haynes |
| National Society of Film Critics Awards 2024     | Beste Regie                               | Runner-up      | Todd Haynes |
| National Society of Film Critics Awards 2024     | Bestes Drehbuch                           | Gewonnen       | Samy Burch |
| National Society of Film Critics Awards 2024     | Bester Nebendarsteller                    | Gewonnen       | Charles Melton |
| New York Film Critics Circle Awards 2023         | Bestes Drehbuch                           | Gewonnen       | Samy Burch |
| Bester Nebendarsteller                           | Gewonnen                                  | Charles Melton | |
| Online Film Critics Society Awards 2024          | Bester Film                               | Nominiert      | k. A. |
| Online Film Critics Society Awards 2024          | Bestes Originaldrehbuch                   | Nominiert      | Samy Burch |
| Online Film Critics Society Awards 2024          | Bester Nebendarsteller                    | Nominiert      | Charles Melton |
| Online Film Critics Society Awards 2024          | Beste Nebendarstellerin                   | Nominiert      | Julianne Moore |
| Oscar                                            | Bestes Originaldrehbuch                   | Nominiert      | Samy Burch |
| People’s Choice Awards 2024                      | Beste Schauspielleistung                  | Nominiert      | Natalie Portman |
| People’s Choice Awards 2024                      | Beste Schauspielleistung                  | Nominiert      | Charles Melton |
| Satellite Awards 2023                            | Bester Film – Drama                       | Nominiert      | k. A. |
| Satellite Awards 2023                            | Bestes Originaldrehbuch                   | Nominiert      | Samy Burch |
| Satellite Awards 2023                            | Beste Hauptdarstellerin – Drama           | Nominiert      | Natalie Portman |
| Satellite Awards 2023                            | Nebendarsteller                           | Nominiert      | Charles Melton |
| Satellite Awards 2023                            | Beste Nebendarstellerin                   | Nominiert      | Julianne Moore |
| Writers Guild of America Awards 2024             | Bestes Originaldrehbuch                   | Nominiert      | Samy Burch |